# Kissing Case
Der Kissing Case (die wörtliche Übersetzung „Kuss-Fall“ ist unüblich und wird meist namenlos rezipiert) ist ein Vorfall, der sich in den USA 1958 ereignete und zu Protesten im Zusammenhang der amerikanischen Bürgerrechtsbewegung führte. 1958 wurden in Monroe, North Carolina zwei schwarze Jungen, der siebenjährige David "Fuzzy" Simpson und der neunjährige James Hanover Thompson festgenommen, nachdem ein weißes Mädchen sie bei einem Kinderspiel auf die Wangen geküsst hatte. Beide wurden wegen sexueller Belästigung verurteilt und in ein Erziehungsheim verwiesen, wo sie bis zum Alter von 21 hätten bleiben mussten. 

## Ereignis
Nachdem das Mädchen mit ihrer Mutter gesprochen hatte, bewaffneten sich ihr Vater und dessen Nachbarn mit Schusswaffen und suchten nach den Jungen und deren Eltern. Am selben Abend verhaftete die Polizei die Kinder Thompson und Simpson wegen des Verdachts der sexuellen Belästigung. Die Kinder wurden sechs Tage festgehalten, ohne einen Rechtsanwalt sprechen oder Besuch empfangen zu dürfen. Sie wurden mit Handschellen gefesselt und in einer Zelle im Keller der Polizei geschlagen. Sie wurden vor ein Jugendgericht gestellt und zu einer zeitlich unbegrenzten Zeit in einem Jugenderziehungsheim verurteilt. Die Kinder wurden auch während des Prozesses nicht durch einen Anwalt vertreten. Die örtliche Ku-Klux-Klan-Gruppe aus Monroe stellte brennende Kreuze vor den Häusern der Eltern auf und Unbekannte schossen auf die Häuser der Eltern.
Der Bürgerrechtler Robert F. Williams, Vorsitzender des örtlichen NAACP, rief eine Protestbewegung gegen diesen Justizskandal ins Leben.  Eleanor Roosevelt, die Witwe des von 1933 bis 1945 regierenden US-Präsidenten, suchte das Gespräch mit dem Gouverneur North Carolinas.  Es gab zunächst keine Reaktion des Staates North Carolina oder der Verwaltung. Williams rief Conrad Lynn, einen Rechtsanwalt aus New York hinzu, damit er die Kinder vertrete. Gouverneur Luther H. Hodges und der State Attorney General Malcolm Seawell lehnten die Wiederaufnahme des Verfahrens ab.
Wochenlang durften die Eltern die Kinder nicht besuchen oder sprechen. Joyce Egginton, eine Journalistin der britischen Zeitung London Observer, erhielt die Genehmigung für ein Interview; sie nahm eine der Mütter mit und schmuggelte eine Kamera in die Strafanstalt. Dort machte sie Fotos der Mutter, die ihr Kind umarmte. Diese Bilder wurden in Europa und Asien veröffentlicht. Die  United States Information Agency erhielt 12.000 Protestbriefe, in denen die Schreiber ihrer Abscheu Ausdruck verliehen. 
In Europa formierte sich ein Internationales Komitee, um Thompson und Simpson zu verteidigen. In Paris, Rom, Wien und in Rotterdam wurde gegen den Justizskandal demonstriert und die amerikanischen Botschaften wurden mit Steinen beworfen. Für die US-Regierung entwickelte sich der Skandal zu einer nationalen Schande. Insbesondere in Deutschland und im Vatikan war die Anteilnahme für die unschuldigen „Negerkinder“ besonders hoch. Im Februar legten Offizielle der Regierung North Carolinas den Müttern der Verurteilten Verzichterklärungen zur Unterschrift vor. Bei Unterschrift sollten die Kinder entlassen werden. Die Erklärungen beinhalteten die Erklärung, keine Schadensersatzansprüche zu stellen und ein Schuldeingeständnis. Die Mütter weigerten sich, diese Erklärungen zu unterschreiben.
Zwei Tage später, nachdem die Kinder bereits drei Monate in der Strafanstalt verbracht hatten, wurden Thompson und Simpson bedingungslos vom Gouverneur begnadigt. Eine Erklärung oder Entschuldigung erfolgte nicht. Die Ereignisse beeinflussten sowohl die Kinder als auch deren Familie. In einem Interview von  2011 sagte Brenda Lee Graham, Thompsons Schwester, dass sie sich nie von den Ereignissen erholt hätten.